# Âmtou
Pour les articles homonymes, voir Ahmosé.
Ahmosé dit Âmtou, occupe la charge de vizir sous le règne d'Hatchepsout (XVIIIe dynastie).
On ignore s'il exerce cette charge antérieurement, postérieurement, ou conjointement avec Hapouseneb, grand prêtre d'Amon et autre vizir de la reine. En l'an V du « règne », avant le couronnement d'Hatchepsout, le propre fils d'Âmtou, Ouseramon dit Ouser, est nommé vizir par le jeune Thoutmôsis III, pour qui sa tante n'était encore que la régente. Cette confusion, dans laquelle il est impossible d'établir une suite précise dans les détenteurs de cette charge, illustre peut-être les difficultés de ce « règne conjoint ».

## Biographie
Âmtou est le fondateur d'une véritable « dynastie » de vizirs. Sa femme est Ta-Âmtou. Il est le père d'Ouseramon et vraisemblablement de Neferouben, qui fut plus tard vizir du nord, et le grand-père de Rekhmirê, vizir de Thoutmôsis III. Deux autres fils sont connus de la tombe thébaine TT122 : Amenhotep, un surveillant du magasin d'Amon, et Akheperkarê, un prophète de Montou.
Âmtou et sa femme Ta-Âmtou ont également plusieurs petits-enfants. Le second prophète d'Amon, Merymaât, est un fils d'Amenhotep. Le vizir Rekhmirê est un fils de Neferouben.

## Sépulture
Âmtou est enterré dans la tombe TT83 de Cheikh Abd el-Gournah, dans la vallée des Nobles à Thèbes.